# Cimoidea
Cimoidea zijn een superfamilie van slakken.

## Taxonomie
De volgende familie is bij de superfamilie ingedeeld::
- Cimidae Warén, 1993

### Synoniemen
- Graphididae J.C. N. Barros, Mello, F. N. Barros, S. Lima, Santos, Cabral & Padovan, 2003 => Cimidae Warén, 1993
- Tofanellidae Bandel, 1995 † => Cimidae Warén, 1993
- Usedomellinae Gründel, 1998 † => Cimidae Warén, 1993